# Вест-Ричленд (Вашингтон)
Вест-Ричленд (англ. West Richland) — місто (англ. city) в США, в окрузі Бентон штату Вашингтон. Населення — 16 295 осіб (2020).

## Географія
Вест-Ричленд розташований за координатами 46°18′50″ пн. ш. 119°23′16″ зх. д. / 46.31389° пн. ш. 119.38778° зх. д. (46.313808, -119.387768).  За даними Бюро перепису населення США в 2010 році місто мало площу 57,29 км², з яких 56,76 км² — суходіл та 0,53 км² — водойми.

### Клімат
| Клімат : Вест-Ричленд | Клімат : Вест-Ричленд | Клімат : Вест-Ричленд | Клімат : Вест-Ричленд | Клімат : Вест-Ричленд | Клімат : Вест-Ричленд | Клімат : Вест-Ричленд | Клімат : Вест-Ричленд | Клімат : Вест-Ричленд | Клімат : Вест-Ричленд | Клімат : Вест-Ричленд | Клімат : Вест-Ричленд | Клімат : Вест-Ричленд | Клімат : Вест-Ричленд |
| Показник              | Січ.                  | Лют.                  | Бер.                  | Квіт.                 | Трав.                 | Черв.                 | Лип.                  | Серп.                 | Вер.                  | Жовт.                 | Лист.                 | Груд.                 | Рік                   |
| Середній максимум, °C | 3,9                   | 8,3                   | 13,9                  | 18,3                  | 22,2                  | 26,1                  | 30,0                  | 29,4                  | 25,0                  | 17,8                  | 8,9                   | 3,3                   | 17,2                  |
| Середній мінімум, °C  | −3,3                  | −1,7                  | 0,6                   | 3,3                   | 6,7                   | 10,6                  | 12,8                  | 12,8                  | 8,9                   | 3,9                   | 0,0                   | −3,3                  | 4,4                   |
| Норма опадів, мм      | 28                    | 23                    | 20                    | 20                    | 18                    | 15                    | 8                     | 8                     | 10                    | 15                    | 28                    | 33                    | 226                   |
| --------------------- | --------------------- | --------------------- | --------------------- | --------------------- | --------------------- | --------------------- | --------------------- | --------------------- | --------------------- | --------------------- | --------------------- | --------------------- | --------------------- |
| Джерело: Weatherbase  |                       |                       |                       |                       |                       |                       |                       |                       |                       |                       |                       |                       |                       |

## Демографія
Згідно з переписом 2010 року, у місті мешкало 11 811 особа в 4145 домогосподарствах у складі 3253 родин. Густота населення становила 206 осіб/км².  Було 4298 помешкань (75/км²).
Расовий склад населення:
| - 90,3 % — білих - 1,9 % — азіатів - 1,2 % — корінних американців - 0,8 % — чорних або афроамериканців - 0,2 % — вихідців з тихоокеанських островів - 2,4 % — осіб інших рас |

До двох чи більше рас належало 3,2 %. Частка іспаномовних становила 7,1 % від усіх жителів.
За віковим діапазоном населення розподілялося таким чином: 29,6 % — особи молодші 18 років, 62,1 % — особи у віці 18—64 років, 8,3 % — особи у віці 65 років та старші. Медіана віку мешканця становила 35,4 року. На 100 осіб жіночої статі у місті припадало 102,1 чоловіків;  на 100 жінок у віці від 18 років та старших — 98,4 чоловіків також старших 18 років.
Середній дохід на одне домашнє господарство  становив 94 829 доларів США (медіана — 82 795), а середній дохід на одну сім'ю — 103 090 доларів (медіана — 91 132). Медіана доходів становила 76 250 доларів для чоловіків та 48 272 долари для жінок. За межею бідності перебувало 9,8 % осіб, у тому числі 14,9 % дітей у віці до 18 років та 8,8 % осіб у віці 65 років та старших.
Цивільне працевлаштоване населення становило 5878 осіб. Основні галузі зайнятості: освіта, охорона здоров'я та соціальна допомога — 21,8 %, науковці, спеціалісти, менеджери — 18,5 %, роздрібна торгівля — 10,2 %, публічна адміністрація — 9,2 %.